# آبشار تکه‌بند
آبشار تکه‌بند (به لاتین: Tikəband şəlaləsi) یک آبشار در جمهوری آذربایجان است که در شهرستان لریک واقع شده است. این آبشار از کوه‌های تالش سرچشمه می‌گیرد.

## ویژگی‌ها
آبشار تکه‌بند در ارتفاع ۱٬۳۰۰ متر (۴٬۳۰۰ فوت) بالاتر از سطح دریا واقع شده است. این رودخانه ۵ متر (۱۶ فوت) پهنا و ۱۰ متر (۳۳ فوت) بلندا دارد.